# Жетыбай (Жамбылская область)
Жетыба́й (до 4 мая 1993 года — Новоива́новка, каз. Жетібай) — село в Байзакском районе Жамбылской области Казахстана. Административный центр Жалгызтобинского сельского округа.

## География
Село расположено в западной части Байзакского района, в 15 километрах к северо-западу от районного центра села Сарыкемер и в 18 километрах к северу от областного центра города Тараз. Ближайшая железнодорожная станция Ушбулак — расположена в 18 километрах к юго-востоку от села (по дороге — 25,5 км). Соседние населённые пункты: Аккия в западных границах села, Дихан в 1,7 километрах к юго-востоку, Мадимар в 4 километрах к северу. Транспортное сообщение осуществляется по автодороге KH-7 с выходом на автодорогу международного значения A2 к югу. Высота центра населённого пункта — 501 метров над уровнем моря.

## История
Первоначально, село было основано как селение Но́во-Ива́новское в 1907 году на Таласском участке заселения Аулиеатинского уезда. На 1912 год селение имело 138 душ обоего пола; 116 крупного и 72 мелкого скота при количестве земель в 166 десятин (из них под угодьями — 145).
Согласно переписи 1920 года население села Ново-Ивановка составляло 188 человек, а преобладающим языком являлся украинский. Численность населения Михайловской волости, куда входило село, составляла 2597 человек. 15 апреля 1925 года, на основании постановления пленума Сыр-Дарьинского губисполкома от 8—9 апреля 1925 года, Михайловская волость была разделена и присоединена в составы Кенесской и Таласской волостей. 17 января 1928 года волости Аулиеатинского уезда были присоединены в состав Сыр-Дарьинского округа; из Ассинской (часть), Карабакирской, Кенесской, Кум-Арыкской и части Таласской волостей был образован Аулие-Атинский район, с административным центром в городе Аулие-Ата, который вошёл в состав Южно-Казахстанской области в 1932 году.
В 1938 году был образован Свердло́вский райо́н с административным центром в селе Михайловка. Указом Президиума Верховного Совета СССР от 14 октября 1939 года «Об образовании Семипалатинской, Акмолинской и Джамбулской областей в составе Казахской ССР», Свердловский район был присоединён в состав новообразованной Джамбулской области. В 1962 году на территории села был организован колхоз «Фрунзе» по выращиванию свеклы. Постановлением Пpезидиума Веpховного Совета Республики Казахстан от 4 мая 1993 года «Об упоpядочении тpанскрибиpования на pусском языке казахских топонимов, наименовании и пеpеименовании отдельных администpативно-теppитоpиальных единиц Республики Казахстан», — село Новоивановка было переименовано в село Жетыба́й.

## Современное состояние
На 2016 год в селе — 8 улиц и 3 переулка.

## Население
| Численность населения | Численность населения | Численность населения |
| 1989                  | 1999                  | 2009                  |
| --------------------- | --------------------- | --------------------- |
| 1587                  | ↗1986                 | ↘1945                 |

Процентное соотношение численно-преобладающих национальностей села согласно переписи 1989 года:
| Национальность | Процентное соотношение |
| -------------- | ---------------------- |
| Казахи         | 74 %                   |
| Другие         | 26 %                   |